# Meniscium angustifolium
Meniscium angustifolium är en kärrbräkenväxtart som beskrevs av Carl Ludwig Willdenow. Meniscium angustifolium ingår i släktet Meniscium och familjen Thelypteridaceae. Inga underarter finns listade.